# Stara Synagoga w Starogardzie Gdańskim
Stara Synagoga w Starogardzie Gdańskim – dom modlitwy założony około 1815 roku w kamienicy znajdującej się niedaleko Bramy Tczewskiej. Obok sali modlitw znajdowały się pomieszczenia zarządu gminy żydowskiej. W 1849 roku synagoga przestała pełnić swoje funkcje, w związku z wybudowaniem nowej, większej synagogi.